# Liste der Mitglieder der American Academy of Arts and Sciences/1872
Im Jahr 1872 wählte die American Academy of Arts and Sciences 16 Personen zu ihren Mitgliedern.

## Neugewählte Mitglieder
- Charles Otis Boutelle (1813–1890)
- Henry Pickering Bowditch (1840–1911)
- Johann Heinrich Wilhelm Dollen (1820–1897)
- Charles Franklin Dunbar (1830–1900)
- Nicholas Saint-John Green (1830–1876)
- Horatio Hollis Hunnewell (1810–1902)
- Charles Loring Jackson (1847–1935)
- Benjamin Jowett (1817–1893)
- James Martineau (1805–1900)
- John Mudge Merrick (1838–1879)
- Theodor Mommsen (1817–1903)
- William Ripley Nichols (1847–1886)
- Karl Friedrich Rammelsberg (1813–1899)
- William Theodore Roepper (1810–1880)
- William Augustus Rogers (1832–1898)
- William Thomson, 1. Baron Kelvin (1824–1907)